# Estoril Open 1998
L'Estoril Open 1998 è stato un torneo di tennis giocato sulla terra rossa. È stata la 9ª edizione dell'Estoril Open, che fa parte della categoria International Series  nell'ambito dell'ATP Tour 1998, e dell'ITF Women's Circuit nell'ambito del ITF Women's Circuit 1998.  Sia il torneo maschile che quello femminile si sono giocati all'Estoril Court Central di Oeiras in Portogallo, dal 6 al 13 aprile 1998.

## Campioni

### Singolare maschile
Alberto Berasategui ha battuto in finale  Thomas Muster con il punteggio di 3–6, 6–1, 6–3

### Singolare femminile
Barbara Schwartz ha battuto in finale  Raluca Sandu con il punteggio di 6–2, 6–3

### Doppio maschile
Donald Johnson /  Francisco Montana hanno battuto in finale  David Roditi /  Fernon Wibier con il punteggio di 6–1, 2–6, 6–1

### Doppio femminile
Caroline Dhenin /  Émilie Loit hanno battuto in finale  Radka Bobková /  Caroline Schneider con il punteggio di 6–2, 6–3